# Гальцов, Валерий Иванович
Вале́рий Ива́нович Гальцо́в (* 23 февраля 1947 в г. Лубны, Украина) — российский историк, директор Института гуманитарных наук Балтийского федерального университета им. И. Канта

## Биография
Окончил Московский государственный историко-архивный институт (ныне — Российский государственный гуманитарный университет) в 1971, аспирантуру МГИАИ в 1976 году. Ученик известного археографа С. О. Шмидта.
Кандидат исторических наук (1976, диссертация «Архив Посольского приказа в XVII веке: Опыт изучения описей Посольского архива»), доцент (1984).
С 1976 года — ассистент, старший преподаватель, доцент кафедры истории СССР, дореволюционной отечественной истории Калининградского государственного университета (ныне Российский государственный университет им. И. Канта); в 1984—1991 — проректор по заочному и вечернему обучению; с 1994 года — декан исторического факультета, заведующий кафедрой специальных исторических дисциплин и региональной истории КГУ/РГУ им. И. Канта. Член Головного научного совета «Общественные науки» Минобразования РФ; председатель Калининградского представительства Российского общества историков-архивистов; член совместной комиссии историков России и Литвы; член редколлегии военно-ист. журнала «Новый часовой» (СПб.), редколлегии «Вестника РГУ им. И. Канта. Сер. Гуманитарные науки» (Калининград); ответственный редактор сборника «Проблемы источниковедения и историографии» (Вып. 1—4, Калининград).
Области научных интересов: источниковедение, архивоведение, археография, историческое краеведение; социальная история, история учреждений.
Валерий Иванович Гальцов также проявляет интерес к теме студенческих корпораций. В июне 2010 года он и его супруга Светлана Павловна Гальцова приняли участие в праздновании 180 юбилея студенческой корпорации Корпус Мазовия Кёнигсберг цу Потсдам, на котором он заявил о желании усиливать обмен между Германией и Россией в студенческой и университетской среде[значимость факта?].

## Основные работы
- Опись архива Посольского приказа 1626 года. М., 1977. Ч. 1—2;
- Опись архива Посольского приказа 1673 года. М., 1990. Ч. 1—2;
- Obwod kaliningradzki w latach 1945—1991. Spoleczenstwo, gospodarka, kultura // Komunikaty Mazursko-Warminskie: Kwartalnik nr. 2 (212). Olsztyn, 1996;
- The Problems of People’s Identification in the Kaliningrad Region. — Anthropological Journal on European Cultures. Vol.5, N 2. — Frankfurt a.M. S.83-96;
- Grundlegende Besonderheiten der Geschichte des Kaliningrader Gebietes. — Annaberger Annalen/ Jahrbuch über Litauen und deutsch-litausche Beziehungen. Nr.7. — Heidelberg,1999. S.29-38;
- Очерки истории Восточной Пруссии. Калининград, 2002 (в соавт.);
- Кёнигсбергский Нестор. Калининград, 2002.
- История Калининградской области в документальных публикациях // Калининградской области — 60: этапы истории и проблемы развития: Сб.статей. Калининград: Янтарная летопись, 2006;
- Университет в Кенигсберге. Хроника событий и люди. Изд.2-е, доп. Калининград: РГУ им. И.Канта, 2008;
- Кенигсбергский период в истории Радзивиловской летописи // Древнейшие государства Восточной Европы. 2005 год. Рюриковичи и Российская государственность. М.: Индрик, 2008. С.84-102;
- Проблема трансформации Восточной Пруссии в Калининградскую область в документальных памятниках и научных исследованиях. End of the Second World War in East Prussia: Facts and historical perception / Acta Historica Universitatis Klaipedensis. XYШ.-Klaipeda:Klaipedos universiteto leidykla,2009. S.71-86 (в соавт.).

## Награды
- почётное звание «Заслуженный работник высшей школы РФ» (2000),
- памятный знак «Калининград. 750 лет» (2005),
- памятная медаль «60 лет Калининградской области» (2006),
- медаль «За заслуги перед Калининградской областью» (2009)